# Caius Marcius Rutilus
Ne doit pas être confondu avec Caius Marcius Rutilus Censorinus.
Caius Marcius Rutilus est un homme politique romain du milieu du IVe siècle av. J.-C. Il est peut-être le premier dictateur plébéien de la République romaine. Il atteint en outre quatre fois le consulat et est le premier censeur plébéien.

## Biographie
Tite-Live rapporte qu'en 358 av. J.-C., Privernum d'abord puis Velitrae ensuite mènent des raids en territoire romain. Les Romains confient l'année suivante le commandement de la guerre contre Privernum à Marcius Rutilus, qui vient d'être élu à son premier consulat. Le territoire de Privernum a longtemps été en paix et l'armée de Marcius amasse une énorme quantité de butin. Le consul laisse la totalité du butin à ses soldats et ne garde rien pour l'État. Les Privernates ont construit un camp retranché devant leurs murs. Les Romains le prennent d'assaut et s'apprêtent à attaquer la ville lorsque les Privernates se rendent. Les Fasti triumphales rapportent que Marcius Rutilus célèbre un triomphe contre les Privernates le 1er juin 357. 
Selon Tite-Live, en 356 av. J.-C., le consul Marcus Fabius Ambustus commande l'armée romaine contre les Falisques et les Tarquiniens. Les Étrusques sont dispersés et leur camp capturé. Cela provoque la mobilisation de toute l'Étrurie, sous la direction des Tarquiniens et des Falisques, qui marchent sur les salines romaines à l'embouchure du Tibre. En urgence, les Romains nomment Marcius Rutilus dictateur, le premier plébéien à atteindre cette magistrature. Il transporte ces troupes de l'autre côté du Tibre par des radeaux. Après avoir capturé un certain nombre de pillards étrusques, il s'empare du camp étrusque par une attaque surprise et fait 8 000 prisonniers, les autres étant tués ou chassés du territoire romain. Le peuple de Rome attribue au dictateur plébéien un triomphe, mais celui-ci n'est pas confirmé par le Sénat. Les Fasti triumphales rapportent un triomphe du dictateur Marcius Rutilus sur les Étrusques le 6 mai. Selon Diodore de Sicile, les Étrusques pillent le territoire romain jusqu'au Tibre avant de retourner sur leurs terres.
Alors que Karl Julius Beloch, auteur du XIXe et début XXe connu pour son étude critique des sources gréco-romaines, rejette la dictature de Marcius Rutilus, Stephen P. Oakley estime qu'il est peu probable que la première dictature plébéienne ait été inventée, avis de nombreux historiens modernes,. Gary Forsythe propose que cette guerre contre les Étrusques ait pour contexte la fondation d'Ostie, le port de Rome. L'histoire traditionnelle attribue la fondation d'Ostie au quatrième roi de Rome, Ancus Marcius, ayant régné selon la tradition dans la seconde moitié du VIIe siècle av. J.-C., mais les plus anciens vestiges archéologiques sur le site sont datés du milieu du IVe siècle av. J.-C. Protéger le littoral et l'embouchure du Tibre des attaques tarquiniennes peut avoir été un motif de fonder une colonie ici, et des historiens postérieurs ont peut-être confondu le dictateur Marcius Rutilus avec le roi Ancus Marcius.
Il est à nouveau consul en 352, 344 et 342 av. J.-C. et est censeur, également le premier plébéien à ce poste.
Lors de son dernier consulat en l'an 342 av. J.-C., lors de la première guerre samnite, aucun combat n'est signalé. Au contraire, les sources se concentrent sur une mutinerie de l’armée romaine pendant l'hiver 343/342. Celle-ci est rapportée par Tite-Live, mais aussi par Denys d'Halicarnasse et Appien d'Alexandrie. Tite-Live souligne que la mutinerie suivie de la réconciliation est le seul point sur lequel les historiens antiques s'accordent. Les Campaniens demandent à Rome des garnisons en hiver pour les protéger des Samnites. Subvertis par la vie luxueuse des Campaniens, les soldats en garnison, majoritairement plébéiens et pauvres, complotent et s'érigent en maîtres de la riche Campanie. Cependant, la conspiration est découverte par les consuls, Quintus Servilius Ahala et Marcius Rutilus. Par peur des sanctions, les comploteurs se mutinent. Les efforts de Marcius Rutilus pour briser la mutinerie sont vains. Ils forment une armée rebelle et marchent sur Rome. Il se peut que Marcus Valerius Corvus soit nommé dictateur pour faire face à la crise, et il réussit, à moins que cela soit les consuls, à convaincre les mutins de déposer les armes sans effusion de sang et une série de réformes économiques, militaires et politiques sont adoptées pour faire face à leurs doléances,,.